# العلاقات الإماراتية الإيرانية
تعد العلاقات بين الدولتين الجارتين إيران و‌الإمارات العربية المتحدة تاريخية للغاية، ويرجع تاريخها إلى قرون قبل إنشاء الإمارات العربية المتحدة المعاصرة. ويقيمون علاقات دبلوماسية مع سفارة في كل بلد، ولهم روابط اقتصادية وثيقة.
هناك جالية كبيرة من الإيرانيين في الإمارات العربية المتحدة، يقيم معظمهم في إمارة دبي. وتعيش جماعة أصلية ناطقه بالعربية في المقاطعات الجنوبية من إيران، التي يتقاسم بعض أعضائها روابط تاريخية مع الشواطئ الجنوبية للخليج العربي.

## التجارة
للشركات الإيرانية وجود كبير في الإمارات. ووفقا لمًا ذكره مجلس الأعمال الإيراني المحلي فأن حوالي 8,000 من التجار والشركات التجارية الإيرانية مسجلين في الإمارات. ويقدر أن الإيرانيين الإثنيين يمثلون حوالي 10 في المائة من سكان دبي الذين يبلغ عددهم 2 مليون. وتضاعفت التجارة بين دبي وإيران إلى 12 مليار دولار من 2005 إلى 2009. وصادرات الإمارات إلى إيران أكبر بأربع مرات من وارداتها من إيران.

## الخلافات
في العقود الأخيرة، كانت هناك توترات على ثلاث جزر في الخليج العربي هي: جزيرة أبو موسى، و‌طنب الكبرى، و‌طنب الصغرى. وأكدت كل من الإمارات وإيران أنهما تحاولان إيجاد حل لهذه القضية وفقًا لقواعد القانون الدولي، كما هو الشأن بالنسبة للبرنامج النووي الإيراني. وتطالب كل من الإمارات وإيران بتبني مبدأ عدم التدخل في الشؤون الداخلية لبعضهما البعض. وقد ذكرت الإمارات رسميًا أنها تفضل عدم التدخل في البرنامج النووي الإيراني طالما أن إيران تواصل طمأنة المجتمع الدولي بأن برنامجها النووي للأغراض السلمية. وتدعو كل من الإمارات وإيران إلى إزالة جميع أسلحة الدمار الشامل من الشرق الأوسط.
والصراعات المعلقة هي:
- الإمارات تعترض على سيادة إيران على جزيرتين في الخليج العربي بينما تعتبرهما إيران جزءًا لا يتجزأ منها: طنب الصغرى وطنب الكبرى. وقد كانت الجزر تسيطر عليها إيران منذ نوفمبر 1971، عقب رحيل القوات البريطانية من الخليج العربي، وقبل بضعة أيام من إعلان استقلال الإمارات في ديسمبر 1971.
- وقد شككت الإمارات في سيادة إيران على أبو موسى، وهي جزيرة في الخليج العربي تم الاتفاق عليها في مذكرة تفاهم لعام 1971 لإدارتها مع إيران للشؤون المدنية في الجزء الجنوبي من الجزيرة. وكانت الجزيرة تحت السيطرة الإيرانية حتى سيطرت بريطانيا عليها في 1908. وفي أواخر الستينات، نقلت بريطانيا إدارة الجزيرة إلى مشيخة الشارقة التي عينتها بريطانيا، وهي إحدى المشيخات السبعة التي ستشكل في وقت لاحق الإمارات. في 30 نوفمبر 1971 (قبل يومين من التأسيس الرسمي لدولة الإمارات)، وقعت إيران والشارقة مذكرة تفاهم لإدارة جزء من الجزيرة على أساس خريطة مرفقة بالمذكرة تسمح لإيران بنشر قوات عسكرية ولمشيخة الشارقة بالحفاظ على عدد محدود من أفراد الشرطة في الجزيرة. ومع ذلك، اتخذت إيران خطوات لممارسة السيطرة من جانب واحد منذ 1992، بما في ذلك القيود المفروضة على الوصول والتعزيز العسكري في الجزيرة، فضلًا عن طرد العمال الأجانب الذين يديرون المدرسة التي ترعاها الإمارات، والعيادة الطبية، ومحطه توليد الطاقة.
- انتقدت إيران دولة الإمارات لسماحها لفرنسا بتطوير قاعدتها الدائمة الأولى في الخليج العربي،[6] وتعتبر بشكل عام أن تصريح الإمارات بوضع القوات العسكرية للقوى الغربية في المنطقة يشكل تهديدًا لأمنها الوطني.
- تم النظر إلى تغيير اسم دوري الإمارات لكرة القدم على أنه احياء لنزاع تسمية الخليج العربي.[7]

في 28 نوفمبر 2013، زار وزير خارجية الإمارات إيران. في أواخر تموز / يوليو 2019، التقى وفد إماراتي من قادة خفر السواحل مع نظرائهم الإيرانيين في طهران للمرة الأولى مُنذ ست سنوات، من أجل تحسين التعاون البحري في مضيق هرمز.
في أعقاب هجوم عام 2016 على البعثات الدبلوماسية السعودية في إيران، انتقدت الإمارات العربية المتحدة إيران لعدم حماية البعثات الدبلوماسية السعودية، ولكن على عكس المملكة العربية السعودية والبحرين وقطر التي سحبت سُفراءها، تحتفظ الإمارات العربية المتحدة بمهمتها الدبلوماسية في البلاد، ولم تقم سوى بتخفيض التمثيل الدبلوماسي في إيران.